# Ценомонецке биљке
Ценомонецке биљке су оне врсте које имају и једнополне и двополне цветове и они сви могу бити на истој индивидуи. Бели јасен је таква биљка. То је триецка врста јер поред јединки које имају и женске и мушке и хермафродитне цветове, постоје и јединке само са мушким или само са женским цветовима.